# Salvia eremostachya
Salvia eremostachya är en kransblommig växtart som beskrevs av Jeps.. Salvia eremostachya ingår i släktet salvior, och familjen kransblommiga växter. Inga underarter finns listade i Catalogue of Life.